# Fruit Ninja
Fruit Ninja és un videojoc desenvolupat per Halfbrick i va ser publicat originalment el 12 d'agost de 2010. En aquest joc, el jugador ha de tallar la fruita que és llançada a l'aire fent lliscar la pantalla tàctil del dispositiu amb els seus dits o (en el cas de la versió Xbox 360) els braços i les mans del jugador, evitant tallar bombes. A més, ofereix múltiples modes de joc, taules de classificació i opcions multijugador.
Llançat inicialment per a dispositius iPod Touch i iPhone, el joc va expandir-se a altres plataformes en dates específiques: el 14 d'agost de 2010 per a l'iPad, el 17 de setembre de 2010 per a dispositius Android, el 22 de desembre de 2010 per a Windows Phone i el març de 2011 per a Bada de Samsung i Symbian de Nokia. Just abans de l'E3 2011, Fruit Ninja Kinect, que fa ús del perifèric Kinect, va arribar a la Xbox 360 el 10 d'agost de 2011. També es va llançar Fruit Ninja per a Windows 8 el 7 de juny de 2012. Hi ha versions alternatives com Fruit Ninja HD per a l'iPad; a més, va ser llançat a Intel AppUp el 2011 per a Windows, Fruit Ninja THD per a dispositius Android amb tecnologia Nvidia Tegra 2, Fruit Ninja VR per a HTC Vive i PlayStation 4, i una versió d'arcade anomenada Fruit Ninja FX, seguida de Fruit Ninja FX 2 el novembre de 2012. El 2013 es va publicar una versió que feia servir el Leap Motion per a Microsoft Windows.
El joc va ser molt ben rebut per la crítica; el setembre de 2010 les vendes van superar els tres milions de descàrregues, els quatre milions el desembre de 2010 i els 20 milions en totes les plataformes el març de 2011. El maig de 2012, Fruit Ninja va arribar als 300 milions de descàrregues. Els crítics van considerar que el baix cost del joc combinat amb una jugabilitat addictiva li donava un valor excel·lent. A més, van elogiar el suport posterior al llançament proporcionat per Halfbrick, que va incloure el joc multijugador en línia, èxits i taules de classificació.

## Joc
En Fruit Ninja, el jugador talla fruita amb una fulla controlada mitjançant la pantalla tàctil. Quan la fruita és llançada a la pantalla, el jugador llisca el dit per la pantalla per crear un moviment de tall, intentant tallar la fruita per la meitat. S'atorguen punts addicionals per tallar diverses fruites amb un sol cop (anomenades "combo") i els jugadors poden utilitzar dits addicionals per fer diverses rodanxes simultànies. Els jugadors han de tallar tota la fruita; si es perden tres fruites acumulades, el joc acaba, però en arribar a puntuacions que són múltiples de cent i els jugadors han perdut almenys una vida, el jugador guanyarà una vida extra. De tant en tant es llancen bombes a la pantalla i també acabaran el joc si el jugador les talla.
Un mode conegut com a Zen permet als jugadors buscar puntuacions altes sense l'obstacle de les bombes que apareixen a la pantalla, però els jugadors només tenen un minut i trenta segons. El mode Arcade és similar al mode Zen, excepte que les bombes només dedueixen 10 punts de la puntuació del jugador en lloc de perdre i poden aparèixer plàtans especials que tenen bonificacions úniques, com ara doblar els punts anotats durant un temps limitat, llançant més fruita dels costats de la pantalla del joc sense risc de bombes, o congelant el temps durant uns segons. A Classic, de tant en tant es llancen magranes especials a la pantalla. A Arcade, està garantit que al final de cada joc apareixerà una magrana. Els jugadors poden tallar-ne un diverses vegades; totes les llesques crediteixen els punts com a objectiu de múltiples cops. De la mateixa manera, de vegades apareix una fruita de drac ultra rar en el mode clàssic que, si es talla, atorga als jugadors cinquanta punts.
Quan el Fruit Ninja va celebrar el seu segon aniversari, Halfbrick va llançar una actualització amb una nova funció anomenada Gutsu's Cart, la qual consta de dos personatges, un porc anomenat Truffles i un comerciant anomenat Gutsu. En els diferents modes del joc, el jugador pot guanyar fruita estel·lar per comprar articles al carro de Gutsu. Hi ha tres articles que es poden comprar al carretó i s'utilitzen en el joc; Berry Blast fa que les maduixes tallades explotin i donin cinc punts addicionals al jugador. Un altre element és Peachy Times: tallar un préssec en mode Zen o Arcade ofereix al jugador dos segons addicionals. El tercer element és Bomb Deflects, que evita que el jugador talli accidentalment fins a 3 bombes. La carambola es pot obtenir després de cada partida, proporcionalment a la puntuació, o tallant la carambola semi-rara.
En la celebració del cinquè aniversari de Fruit Ninja, el cotxe de Gutsu es va eliminar i es va substituir per un menú inicial que utilitzava fruita estel·lar per comprar els tres potenciadors del joc. Els power-ups de Berry Blast tenien un preu de 120 estrelles cadascun, els power-ups de Peachy Times tenien un preu de 100 fruites estel·lars i els power-ups de Bomb Deflect tenien un preu de 80 fruites estel·lars. A més, alguns dojos i fulles ara tenien diferents efectes que es produïen dins dels modes de joc Clàssic, Arcade i Zen. Per exemple, si un jugador era propietari del dojo Cherry Blossom, els costos inicials tenien un descompte del 50%. També es va afegir un nou mode de festival, on els jugadors podien competir contra la intel·ligència artificial del joc pagant Pomes Daurades per a cada repte. També es van incorporar minijocs per desafiar les habilitats dels recents arribats i dels experts.
El joc multijugador és compatible amb dispositius iOS a través de l'aplicació Game Center d'Apple. Habilita un joc competitiu i incorpora taules de classificació i assoliments. Durant les partides multijugador, la fulla i la fruita del jugador es destaquen en blau, mentre que les de l'oponent es destaquen en vermell. Les fruites amb contorn blanc es consideren neutrals i poden ser reclamades per qualsevol dels jugadors, valent tres punts. Els jugadors han de tallar la seva pròpia fruita evitant la del seu oponent. La versió per a iPad del joc inclou gràfics millorats i també permet el multijugador local, amb la pantalla dividida per la meitat i cada jugador controlant la seva part de la pantalla. A més, els jugadors poden compartir les seves puntuacions altes a través d'OpenFeint, Twitter i Facebook.

## Desenvolupament i màrqueting
En una entrevista a GameSpot, Phil Larsen, director de màrqueting de Halfbrick, va parlar del desenvolupament de Fruit Ninja. Va dir: "Vam provar molts canals diferents […] jocs independents, PSN, XBLA, […] i bàsicament vam investigar molt sobre el que passava a l'iPhone i vam fer un joc que va funcionar molt bé." A continuació, va parlar del procés de pluja d'idees de la companyia per a jocs nous i va dir: "Fruit Ninja va venir com a part d'aquest procés, però ho vam identificar com una cosa especial i vam decidir accelerar-ho". Luke Muscat, dissenyador principal de Fruit Ninja, va declarar que sentia que la singularitat de les plataformes de pantalla tàctil i el curt cicle de desenvolupament van motivar encara més a Halfbrick a desenvolupar el joc.
El joc es va llançar per primera vegada el 21 d'abril de 2010 per a dispositius iPod Touch i iPhone. Després es va presentar com a Fruit Ninja HD el 12 de juliol de 2010 per a l'iPad. El 17 de setembre de 2010, Fruit Ninja va arribar als dispositius amb sistema operatiu Android. El 2 de novembre de 2010, es va anunciar un mode Arcade per a Fruit Ninja que modificava la dinàmica de joc. Dos dies més tard, el 4 de novembre de 2010, va ser llançat. Durant el desembre de 2010, es van alliberar versions Lite de Fruit Ninja i Fruit Ninja HD per a dispositius iOS com a versions de demostració del joc. També es va llançar el joc per a Windows Phone 7 el 22 de desembre de 2010. Phil Larsen va destacar que, a causa de la ràpida naturalesa del llançament d'aplicacions per a iOS, és necessària una estratègia de màrqueting diferent. "Podeu fer que un joc ascendís i caigués en tres dies. Heu de pujar-lo en el moment adequat i tenir el pla de contingència adequat per mantenir-lo amb actualitzacions i més premsa", va assenyalar. El 21 de gener de 2011, es va publicar una actualització per a la versió d'Android del joc, afegint-hi el mode Arcade, taules de classificació i una fulla de gel. Un port de Windows del joc es va llançar al juny de 2011. Una edició derivada del joc, Fruit Ninja: Puss in Boots, basada en la pel·lícula d'animació de DreamWorks, va ser publicada en diversos dispositius. El març de 2011, Halfbrick va anunciar un port de Facebook del joc anomenat Fruit Ninja Frenzy. Aquest port gratuït es va publicar com a beta l'abril de 2011, oferint "un joc de 60 segons amb molts potenciadors, desbloquejables i assoliments", segons descripció de Halfbrick. La versió de Facebook va rebre diverses actualitzacions i va romandre disponible des del 18 de novembre de 2012 fins al seu tancament al capvespre el 30 de novembre de 2013. A la meitat del 2011, va sorgir una versió d'arcade divertida anomenada Fruit Ninja FX.
El 10 d'agost del 2011, Fruit Ninja Kinect va ser llançat per a la consola Xbox 360 com a joc descarregable al mercat de Xbox Live Arcade (XBLA). Va ser el primer joc de XBLA que va fer servir el controlador Kinect per a la detecció de moviments. A la pantalla, el Kinect millora el concepte de tallar fruites per incloure tot el cos del jugador; la càmera col·loca una silueta fosca del cos del jugador sobre una escena de fons, i els moviments dels braços i les mans es visualitzen com arcs de fulla tallant fruites. Per promocionar el joc de Xbox 360, es va incloure un cupó per a Fruit Ninja Kinect a la caixa de venda al detall de The Gunstringer, un títol separat de Kinect desenvolupat per Twisted Pixel Games. Fruit Ninja Kinect va rebre el seu primer contingut addicional descarregable (DLC) el 24 d'agost del 2011. Amb el títol 'Storm Season', el complement DLC va oferir tres nous èxits de Xbox Live i un nou tema visual per al joc. Els DLC posteriors per a la popular versió de Kinect van incloure "Space Capsule", "Art Box", "Christmas Present" (gratuït), "8-bit Cartridge", "Trick or Treat Bag", "Flower Power" i "High-Tech Volta". El 2012, Fruit Ninja Kinect va guanyar el premi "Joc Casual de l'Any" als 15th Annual Interactive Achievement Awards, i continua sent un dels 10 jocs XBLA més venuts de tots els temps.
Al març del 2012, HalfBrick va anunciar una associació amb BlueStacks per fer que l'aplicació d'Android de Fruit Ninja estigués disponible per a Microsoft Windows a tot el món. El programa va rebre més d'un milió de descàrregues en els seus primers 10 dies. El 18 de març del 2015, Halfbrick va llançar Fruit Ninja Kinect 2 per a Xbox One. Hibernum Créations és el desenvolupador del joc. A més de conservar tot el contingut del joc Kinect original, la versió FNK2 ofereix noves funcions del joc com ara Ninja Dodge, Strawberry Strike, Bamboo Strike i Apple Range. El mode de festa i el mode de batalla permeten que fins a quatre jugadors s'uneixin en una batalla multijugador. El 7 de juliol del 2016, Fruit Ninja VR es va llançar per a l'HTC Vive a Steam Early Access. Fruit Ninja va rebre una seqüela directa el 2020. El 7 d'abril del 2023, Fruit Ninja VR 2 es va llançar a Steam i a la botiga Meta Quest.

## Recepció
Fruit Ninja va rebre una càlida acollida per part de la crítica. El joc té una puntuació mitjana de 75 sobre 100 a Metacritic, basada en 12 ressenyes que assenyalen 'crítiques generalment favorables', i un 87% basat en 5 ressenyes a GameRankings. També va ser reconegut com una de les 50 millors aplicacions per a iPhone per la revista Time el 2011.
Els crítics estaven majoritàriament unificats en el factor de diversió general del joc. Levi Buchanan de l'IGN va afirmar que el joc era "divertit, divertit, divertit" i "una experiència instantàniament agradable". Chris Reed de Slide to Play va estar d'acord i va considerar que el joc era perfecte per a moments curts d'avorriment. Va comparar-ho amb jugar mentre s'espera en una cua i va dir que "tallarà el temps per la meitat". Jim Squires de GameZebo va considerar que el joc era senzill i addictiu. Geoff Gibson de DIYGamer va afirmar que podria veure Fruit Ninja "convertint-se en la propera "gran cosa" a l'App Store". Diversos crítics van elogiar el preu i l'atenció constant de Halfbrick en les actualitzacions del joc. James Pikover de GameZone va afirmar que "potser la millor part és que aquest joc ni tan sols està complet". Després, va parlar dels futurs modes de joc i va elogiar la relació qualitat-preu. Andrew Nesvadba d'App Spy va coincidir que l'atenció i les actualitzacions de Halfbrick eren "realment espectaculars". També va elogiar els gràfics del joc, descrivint-los com "deliciosos". El revisor de BuzzFocus va elogiar el preu econòmic del joc i va dir que els consumidors "realment haurien de baixar aquesta aplicació ara mateix".
El sistema de puntuació i la dificultat del joc van rebre comentaris mixtes. Chris Reed de Slide to Play va opinar que hauria hagut una opció per augmentar la corba de dificultat del joc. Andrew Nesvadba d'App Spy va trobar difícil superar una puntuació alta a causa de la aleatorietat dels elements de bonificació. Geoff Gibson de DIYGamer també va expressar aquesta opinió. James Pikover de GameZone, Geoff Gibson de DIYGamer i Levi Buchanan d'IGN van elogiar la capacitat del joc per compartir les puntuacions amb amics i familiars a través de Facebook i Twitter.
Durant la 15a Gala dels Premis Interactive Achievement, l'Acadèmia d'Arts i Ciències Interactives va atorgar el premi al joc Kinect de Fruit Ninja com a "Joc casual de l'any".

### Vendes
La versió iOS de Fruit Ninja va vendre més de 200.000 copies en el seu primer mes. Al seu tercer mes s'havien venut més d'un milió d'unitats. Va superar els dos milions d'unitats venudes al setembre de 2010, amb un total de quatre milions al desembre de 2010. Al març de 2011, el total de descàrregues a totes les plataformes superava els 20 milions. A maig de 2012, va arribar als 300 milions de descàrregues i es trobava en un terç de tots els iPhones dels EUA. El 2015, l'aplicació va arribar als 1.000 milions de descàrregues. La versió de Windows Phone 7 va ser l'aplicació principal descarregada la setmana del 28 de desembre de 2010. La versió Xbox Live Arcade va moure més de 739.000 unitats en el seu primer any natural.
La versió per a iPad del Fruit Ninja s'ha fet servir per ajudar en la rehabilitació de pacients amb ictus.

## Mitjans relacionats
Halfbrick Studios estava adaptant una versió de pel·lícula de comèdia familiar d'acció en viu de l'aplicació, amb Tripp Vinson i la seva bandera Vinson Films preparada per produir la pel·lícula. JP Lavin i Chad Damiani estaven escrivint el guió de la pel·lícula amb New Line Cinema. No obstant això, finalment va ser rebutjat.
Va ser anunciat una sèrie exclusiva de YouTube Premium titulada Fruit Ninja: Frenzy Force. La sèrie d'animació CGI, produïda per Halfbrick Studios, segueix les aventures de Seb, Niya, Peng i Ralph mentre són entrenats per a convertir-se en el ninja de la fruita que ha de lluitar contra l'antic Durian Gray i els seus monstres. Posteriorment, la sèrie va ser cancel·lada, acabant únicament en 13 episodis.